# Paulina Bartz
Paulina Bartz (Hamburg, 9 mei 2005) is een voetbalspeelster uit Duitsland. Ze speelt als middenvelder voor Bayer 04 Leverkusen in de Bundesliga.

## Clubcarrière
Paulina Bartz speelde in haar jeugdjaren voor SV Großborstel, bestaande uit meerdere divisies. Bartz doorliep de c-junioren bij Niendorfer TSV en de B-junioren bij Hamburger SV. Ze stroomde door naar het eerste elftal in Hamburg, maar een debuut bleef uit.
In het seizoen 2023/23 kwam Bartz voor Elmsbütteler TV uit in de Regionallige Nord. In deze competitie kwam Bartz elf wedstrijden uit waarin ze vijf keer tot scoren kwam. Op 18 september 2022 maakte Bartz haar debuut voor het seniorenteam van Elmsbütteler TV en kwam ze ook gelijk tot scoren in een thuiswedstrijd tegen SV Henstedt-Ulzburg. In een thuiswedstrijd tegen TV Jahn Delmenhorst kwam Bartz drie keer tot scoren op 12 maart 2023.
Voorafgaande aan het seizoen 2023/24 werd Bartz gecontracteerd door Bayer 04 Leverkusen. Op 10 september 2023 maakte ze haar debuut voor de club in een DFB Pokal wedstrijd tegen SV Meppen. Diezelfde maand volgde haar debuut in de Bundesliga in een 6-0 thuiszege op 1. FC Nürnberg viel ze in de 75ste minuut in voor Nikola Karczewska. In juni 2025 verlengde ze haar contract in Leverkusen tot medio 2027.

## Statistieken
| Seizoen | Club                | Competitie | Competitie | Competitie | Beker | Beker | Overig | Overig | Totaal | Totaal |
| Seizoen | Club                | Competitie | Wed.       | Dlp.       | Wed.  | Dlp.  | Wed.   | Dlp.   | Wed.   | Dlp.   |
| ------- | ------------------- | ---------- | ---------- | ---------- | ----- | ----- | ------ | ------ | ------ | ------ |
| 2023/24 | Bayer 04 Leverkusen | Bundesliga | 13         | 0          | 0     | 0     | 0      | 0      | 13     | 0      |
| 2024/25 | Bayer 04 Leverkusen | Bundesliga | 3          | 0          | 0     | 0     | 0      | 0      | 3      | 0      |
| Totaal  | Totaal              | Totaal     | 16         | 0          | 0     | 0     | 0      | 0      | 16     | 0      |

Bijgewerkt t/m 28 juni 2025.

## Interlandcarrière
Op 23 oktober 2019 maakte Paulina Bartz haar debuut voor Duitsland onder 15 in een vriendschappelijke wedstrijd tegen Zwitserland. In diezelfde wedstrijd maakte Bartz ook gelijk haar eerste interlanddoelpunt.
In 2021 en 2022 kwam Bartz in actie voor Duitsland onder 17 in vijf kwalificatiewedstrijden voor EK en WK. Bartz kwam hierin vijf keer tot scoren.
Op 16 februari 2023 maakte Bartz haar debuut voor Duitsland onder 19 in een vriendschappelijke wedstrijd tegen Engeland. In deze wedstrijd maakte Bartz de winnende treffer. Bartz was er mede voor verantwoordelijk dat Duitsland zich plaatste voor het EK 2023. Op dit eindtoernooi behaalde Bartz met Duitsland de finale waarin Spanje na penalty's te sterk was.
1 Voll ·
2 Ostermeier ·
3 Friedrich ·
4 Bragstad ·
5 Levels ·
6 Piljić ·
7 Kramer ·
8 Bartz ·
9 Kehrer ·
10 Hansen ·
11 Kögel ·
12 Mickenhagen ·
13 Haim ·
14 Bragstad ·
16 Zdebel ·
17 Jorde ·
18 Vilhjálmsdóttir ·
19 Bender ·
20 Gonzalez ·
21 Marin ·
23 Bodoy ·
24 Turányi ·
27 Repohl ·
28 Menglu ·
27 Daedelow ·
34 Moll ·
56 Vidal ·
Coach: Pätzold